# Public Broadcasting Service

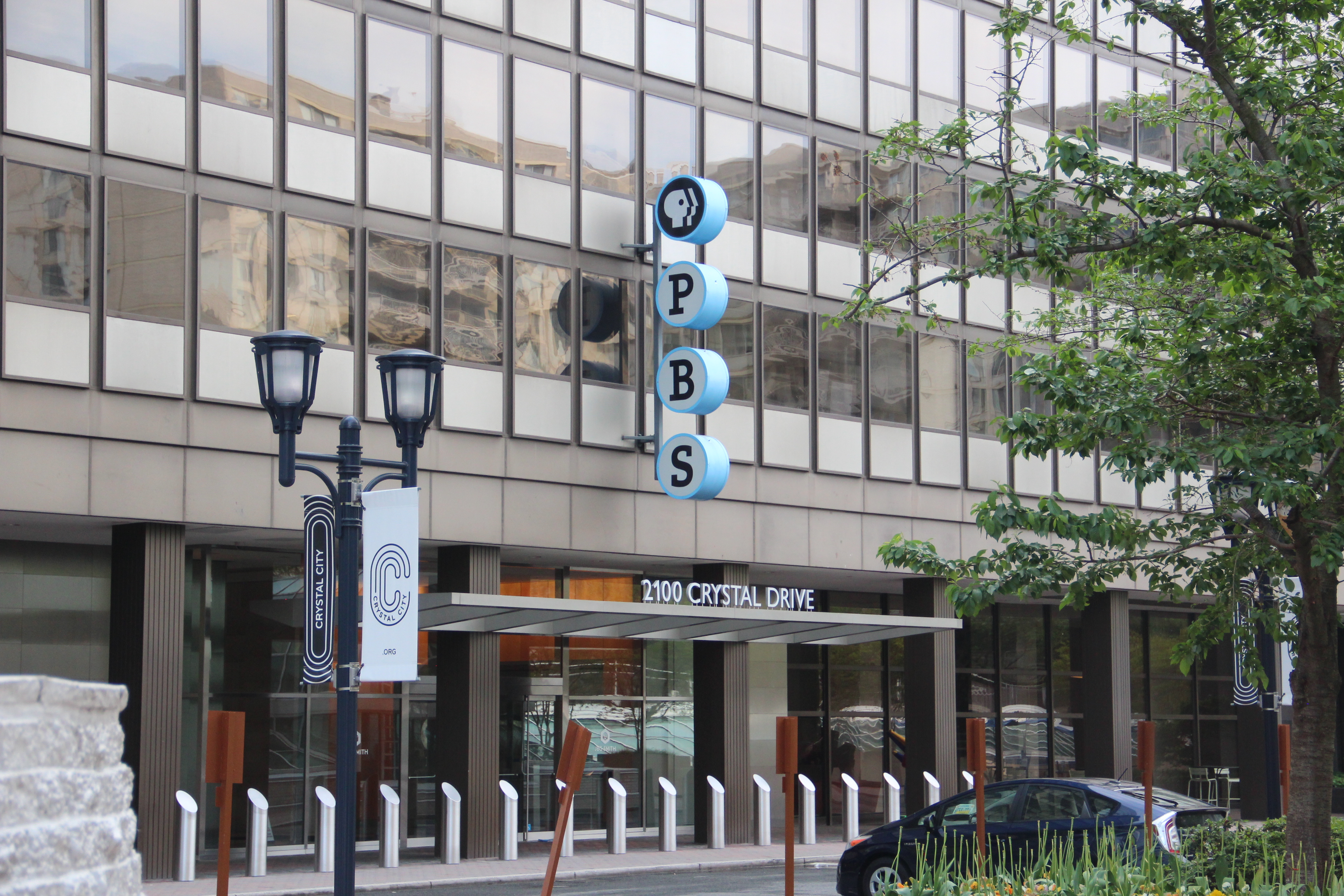
Sídlo PBS v Crystal City ve Virginii

Public Broadcasting Service (PBS) je americký veřejnoprávní výrobce a distributor televizních programů. Je to nezisková organizace a nejvýznamnější výrobce vzdělávacích televizních programů ve Spojených státech, pro děti i dospělé. Poskytuje televizní pořady 350 nekomerčním stanicím, které slouží divákům ve všech padesáti státech Unie a dále v Portoriku, na Panenských ostrovech, na Guamu a Samoi.
Některé pořady PBS sama vyrábí a některé nakupuje od zahraničních, zejména evropských, vysílatelů (především od BBC). Takto PBS na americký televizní trh uvedla například britské pořady Teletubbies, Panství Downton, Haló, haló!, Červený trpaslík, Monty Pythonův létající cirkus, Mr. Bean, Pán času nebo Sherlock. K jejím nejslavnějším vlastním produktům patří dětský pořad Sezame, otevři se, vysílaný od roku 1969.

## Postavení
PBS je financována nadací Corporation for Public Broadcasting, kterou zřídil Kongres Spojených států, i dary soukromých nadací, přičemž je přísnými pravidly jištěno, aby zdroj financování neměl vliv na obsah. Studie společnosti Nielsen Media Research v letech 2016–2017 zjistila, že 80 % všech amerických televizních domácností sleduje programy PBS. Ta má více než 350 členských televizních stanic, z nichž mnohé jsou vlastněny vzdělávacími institucemi, nebo subjekty státní správy. Krom pořadů PBS vysílají většinou lokální zprávy (mezi lokálním charakterem a "národní" linií reprezentovanou PBS bývá někdy jisté napětí). PBS plní v USA podobnou funkci jako veřejnoprávní televize v Evropě, ale liší se tím, že není placena koncesionářskými poplatky, ani státem. Stejně tak nemá k dispozici velký celostátní kanál, jak bývá obvyklé v Evropě. PBS byla zřízena 3. listopadu 1969, když navázala na National Educational Television, která existovala od roku 1954, a již vlastnila nejprve Fordova nadace a později ji převzala Corporation for Public Broadcasting.